# Fiat Topolino

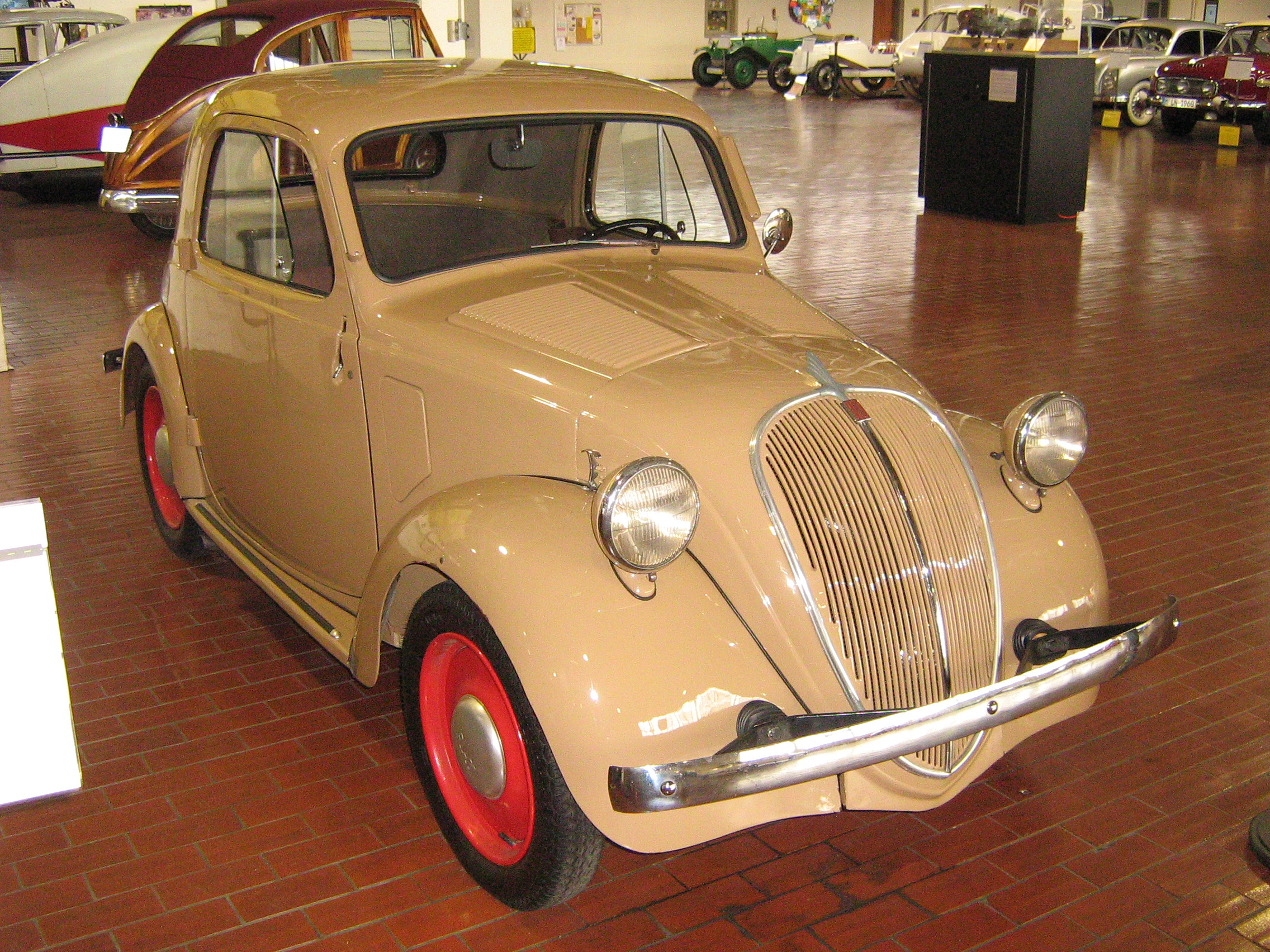
Een Fiat Topolino uit 1936.

De Fiat Topolino is een automodel van FIAT dat gebouwd werd tussen 1936 en 1955. De eerste modellen zijn tweezitters en hebben als bijnaam “muisje” meegekregen. De Topolino is de voorloper van de Fiat 500.
Achtereenvolgens zijn uitgebracht de modellen,
- Topolino A - Van 1936 tot 1948. Viercilinder 569 cc, 13 pk. Topsnelheid 85 km/u.
- Topolino B - Vanaf 1948 tot 1949. Met een 16 pk motor
- Topolino C - Vanaf 1949. Een nieuw vormgegeven carrosserie van de B-versie.
- Topolino C Giardiniera - Vanaf 1949 tot 1952. Dit was een Topolina in bestelversie
- Topolino C Belvedere - Vanaf 1952 tot 1955. Dit was een model Giardiniera, maar met zonnedak.

## Trivia
De Topolino is ook de naamgever voor de elektrische 'brommobiel' op basis van de Citroën Ami die Fiat levert.